# 勐腊铁线莲
勐腊铁线莲（学名：Clematis menglaensis），为毛茛科铁线莲属下的一个植物种。